# Sydlig snårsydhake
Sydlig snårsydhake (Drymodes brunneopygia) är en fågel i familjen sydhakar inom ordningen tättingar.

## Utseende och läte
Sydlig snårsydhake är en långbent tätting med lång stjärt som ofta hålls rest. Ovansidan är gråaktig, undersidan ljusare grå. På vingen syns ett svagt vingband och i ansiktet en mycket subtil teckning genom ögat och kinden. Huvudsakliga lätet är en upprepad tretonig stigande vissling, men även grova och sträva varningsläten kan höras.

## Utbredning och systematik
Fågeln förekommer i södra Australien (Shark Bay, västra Australien till västra och centrala New South Wales). Den behandlas som monotypisk, det vill säga att den inte delas in i några underarter.

## Levnadssätt
Sydlig snårsydhake hittas i halvtorra öppna skogslandskap. Där ses den vanligen springa omkring på marken, men hanen kan sjunga från en högre sittplats.

## Status och hot
Arten har ett stort utbredningsområde, men tros minska i antal, dock inte tillräckligt kraftigt för att den ska betraktas som hotad. Internationella naturvårdsunionen IUCN listar arten som livskraftig (LC).